# Gameroom Tele-Pong
Gameroom Tele-Pong (auch Entex Gameroom Tele-Pong und ENTEX Gameroom Tele-Pong genannt) ist eine stationäre Spielkonsole der ersten Konsolengeneration, die von dem US-amerikanischen Elektronikspielzeughersteller Entex Industries entwickelt und im Jahr 1976 zu einem Preis von 60 US-Dollar veröffentlicht wurde. An der linken und rechten Seite der Konsole sind jeweils Bedienelemente für beide Spieler angebracht. Mit dem System können die Spiele Tennis, Table Tennis, Handball und Practice ausgeführt werden. Die Bildausgabe erfolgt in Schwarz-Weiß, das Gerät verfügt über keine Sound-Ausgabe.
Im Vereinigten Königreich wurde das System unter dem Namen Binatone TV Game Unit vermarktet.